# Плаксино (Лихославльский район)
Плаксино — упразднённая деревня Лихославльского района Тверской области России. Вошёл в черту деревни Гнездцы Вёскинского сельского поселения.

## География
Деревня стоит на реке Малица.

## История
До 1861 года владельческая деревня при реке Малица.
В 1859 году в деревне начитывалось 5 дворов и проживало 43 человека.
Деревня входила в состав Новоторжского уезда, Тверской Губернии до 1917 в составе Российской империи, с 1917 по 1929 — в составе РСФСР. С 1929 года в составе Лихославльского района.

## Население
Согласно переписи 2006 года в деревне проживает на постоянной основе 3 человека.

## Инфраструктура
Личное подсобное хозяйство. На 2010 год в деревне насчитывается менее 10 домов.
На 2008 год основой экономики является огородничество и приусадебное животноводство. Деревня электрифицирована, но не газифицирована.

## Транспорт
Единственная приемлемая дорога для автотранспорта проложена из д. Вырцово.
Из деревни Гнездцы в деревню Плаксино ведут пешеходные тропы.